# شبكة رافد للتنمية الثقافية
شبكة رافد للتنمية الثقافية (بالإنجليزية: Rafed Network for Cultural Development) هي شركة قامت بٳنشاء موقعي رافد دوت كوم (Rafed.com) ورافد دوت نيت (Rafed.net)، وهي مواقع ويب إسلاميّة المضمون، متنوّعة الخدمات، تهتم بالأخص بالمسلمين الشيعة.

## الأصل
يقع مقر شبكة رافد للتنمية الثقافية في المركز الأكاديمي العالمي الشيعي. وقد أسست من طرف معهد أهل البيت لترميم الكتب، أحد فروع مؤسّسة آل البيت عليهم السلام لإحياء التراث. وهي مؤسسة كبيرة تم إنشاؤه في 1983، وتعد أحد أكبر مقدمي التوثيق للمنح الدراسية الشيعية في العالم، ولها فروع في المملكة المتحدة وألمانيا وتركيا ولبنان وسوريا.

## الموقع الٳلكتروني
تدير شبكة رافد للتنمية الثقافية موقعين ٳلكترونيين، وهما رافد دوت كوم (Rafed.com) ورافد دوت نيت (Rafed.net). وهي مواقع تستخدم اللغة العربية كلغة رئيسية، ولكنه يحتوي أيضًا على قسم باللغة الإنجليزية. ويعتبر الموقع هو ثالث أكثر المواقع الشيعية زيارة بين مستخدمي الإنترنت حسب أليكسا إنترنت، بعد كل من موقعي وكالة أنباء الجمهورية الإسلامية والشيعة دوت كوم.

يحتوي الموقع على ترجمات للقرآن بعدة لغات، بما في ذلك الإسبانية والفرنسية والروسية والإنجليزية والفارسية، بالٳضافة ٳلى النسخة العربية الأصلية. ويتميز الموقع بنشر منحة علي السيستاني، وهو موقع من بين العديد من المواقع الشيعية المحجوبة في المملكة العربية السعودية. كتب جوشوا تيتلبوم:
يبدو أن العديد من الأقليات الشيعية من سكان المملكة العربية السعودية (حوالي 12٪ من السكان) يقضون معظم وقتهم على الإنترنت في المواقع الشيعية الناطقة بالعربية. أفاد موقع رافد دوت نيت ومواقع أخرى مماثلة أن 45٪ من عمليات زيارة و تصفح الموقع تأتي من السعودية. ورغم أن هذه المواقع محظورة، ٳلا أن الزوار يغيرون أسماء النطاقات كثيرًا وقد طوروا تقنيات للالتفاف و تجنب هذه الرقابة.

## البرامج
- المكتبة الإسلامية
- المكتبة الصوتية
- العقائد الإسلامية
- المؤمل
- موسوعة الطفل
- موسوعة المرأة
- التقويم الإسلامي
- مجلّة تراثنا
- البطاقات

## روابط خارجية
- Rafed.net النسخة العربية
- Rafed.net النسخة الٳنجليزية